# Katov (Brno-vidéki járás)
Katov település Csehországban, a Brno-vidéki járásban. Katov Velká Bíteš, Křižínkov, Kuřimská Nová Ves, Níhov, Lubné, Březské, Křoví és Deblín településekkel határos. Lakosainak száma 278 fő (2024. január 1.).

## Népesség
A település lakosságának változását az alábbi diagram mutatja:
| Lakosok száma | 254  | 247  | 205  | 197  | 181  | 196  | 241  | 255  | 272  | 278  |
|               | 1869 | 1890 | 1921 | 1950 | 1980 | 2001 | 2017 | 2019 | 2022 | 2024 |